# Оценка творчества Достоевского современниками

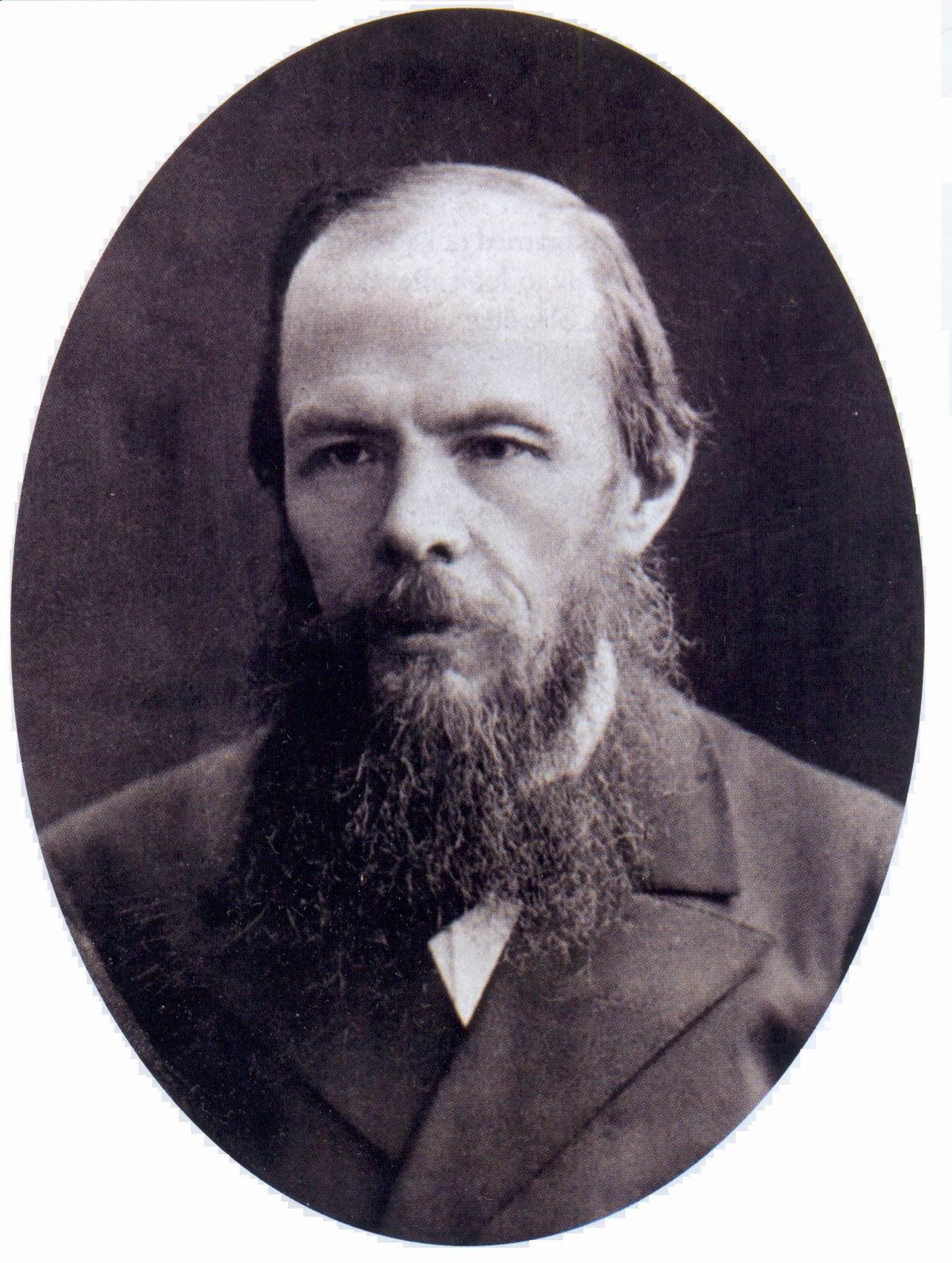
Фёдор Михайлович Достоевский в 1879 году

Фёдор Михайлович Достоевский относится к числу великих писателей, значение которых со временем только возрастает и раскрывается в сложной исторической перспективе. Значительное внимание к его творчеству проявили ещё современники.

## Начало творчества
Среди литературных критиков одним из первых стал Виссарион Григорьевич Белинский, угадавший масштабы дарования писателя: «Его [Достоевского] талант принадлежит к разряду тех, которые постигаются и признаются не вдруг. Много, в продолжение его поприща, явится талантов, которых будут противопоставлять ему, но кончится тем, что о них забудут именно в то время, когда он достигнет апогея своей славы».
Литературный критик Николай Александрович Добролюбов ещё по роману «Бедные люди» и другим первым произведениям писателя обратил внимание на то, что в художественном мире Достоевского проявился бурный подъём чувства личности. В отличие от «маленького человека» Гоголя, который подавлен и обезличен в бюрократическом обществе, самый обезличенный персонаж Достоевского испытывает пробуждение человеческой личности.

## Позднее творчество
В 1870—1880-х годах взаимоотношения Достоевского с мыслящими современниками усложнились. Социально-политические и идеологические взгляды писателя, в частности его почвенническая утопия, расходились с передовыми взглядами современников. Художественные произведения и сам метод художественноrо мышления сталкивались с определённым сопротивлением со стороны читателей.
Созданный Достоевским мир в романах «Преступление и наказание», «Идиот», «Подросток», «Братья Карамазовы» характеризовался многими современниками искусственным и фантастическим, композиция — хаотической и неясной, а персонажи — нарочито взвинченными и неправдоподобными. Так, литературный критик Николай Константинович Михайловский в своей статье «Жестокий талант» в 1882 году упрекал Достоевского в нарочитой жестокости к персонажам его произведений и читателям.
Многим из современников писателя его произведения представлялись скорее исследованиями сложных душевных болезней, ценными не с художественной точки зрения, а с медицинской, психиатрической или криминалистической. Так, французский писатель Эжен Мельхиор де Вогюэ полагал, что значение таких романов, как «Идиот» и «Братья Карамазовы», в первую очередь состоит в изображении метафизических свойств «русской души», незнакомых западным читателям, и в меньшей степени в исследовании общечеловеческих социальных, нравственных и психологических проблем.
Русский философ и литературный критик Николай Николаевич Страхов главным отличительным творческим качеством Достоевского считал его «способность к очень широкой симпатии, умение симпатизировать жизни в очень низменных её проявлениях, проницательность, способную открывать истинно-человеческие движения в душах искажённых и подавленных, по-видимому, до конца», умение «с большой тонкостью рисовать» внутреннюю жизнь людей, при этом в главные лица у него выводятся «люди слабые, от тех или других причин больные душою, доходящие до последних пределов упадка душевных сил, до помрачение ума, до преступления». Постоянной темой его произведений Страхов называл борьбу «между тою искрою Божиею, которая может гореть в каждом человеке, и всякого рода внутренними недугами, одолевающими людей».

## Достоевский и Глеб Успенский
Русский писатель Глеб Иванович Успенский был современником Достоевского, однако тяготел к другому литературному лагерю и предпочитал очерки, а не романы. Успенский не был лично знаком с Достоевским, но открыто полемизировал или отрицал отдельные мысли писателя в своём творчестве, тем не менее, соглашаясь по ряду вопросов с Фёдором Михайловичем. Несмотря на то, что они были современниками, Успенский воспринимал Достоевского как писателя из другой эпохи — 1840-х годов, отмечая масштаб его творчества. Во многом на восприятие Успенского повлияла сформировавшаяся литературная и политическая репутация Достоевского, однако некоторые особенности его восприятия шли вразрез с этой репутацией. Успенского одновременно отталкивали и притягивали уверенность и темперамент Достоевского. «Достоевского я прямо боюсь: боюсь его глаз, измученных и мучительных» — говорил писатель.